# 吉田伸男
吉田 伸男（よしだ のぶお、1967年2月26日 - ）は、日本のフリーアナウンサー。元フジテレビアナウンサー、実業家。東部重工業株式会社前代表取締役社長。

## 来歴・人物
千葉県船橋市出身。開成高等学校を経て上智大学文学部へ入学。大学在学時は野球部に所属していた。同大学卒業後、1990年4月にアナウンサーとしてフジテレビへ入社。同期には大坪千夏（2005年退社）、松井みどり（2006年退社）、長坂哲夫（他部署に異動した後に2022年退社）など。
2015年8月31日付でフジテレビを退社。
2015年9月に父親の経営する浦安市の東部重工業入社、取締役就任。
2016年1月より専務取締役、同年9月27日付で代表取締役社長就任。
2017年2月に東部重工業退社。
同年株式会社マーキュリングに入社し、フリーアナウンサーに転身した。
現在、日テレイベンツが行っている事業「MAXキャスティング」に参加している。
神奈川県川崎市に本拠地を置いていた当時のロッテオリオンズ（現・千葉ロッテマリーンズ）の熱狂的ファンであり、1992年に球団本拠地が地元の千葉市に移転してからはシーズンシートを購入している。フリー転身後はロッテ球団の制作する中継で実況を担当している。
2022年4月10日、日テレNEWS24にて実況を担当した千葉ロッテ対オリックス・バファローズ戦において佐々木朗希が日本のプロ野球では28年ぶりとなる完全試合を達成した。

## 出演番組
- Fun!BASEBALL!!（日テレNEWS24）・BS12 プロ野球中継（BS12 TwellV）・DAZNプロ野球中継 - 実況 ※いずれも千葉ロッテ球団制作
- Fun!BASEBALL!!・ジャイアンツイースタン・リーグ中継（日テレジータス）
- メジャーリーグ中継 (NHK BS) - 実況  ※2019年4月18日放送のボストン・レッドソックス対ニューヨーク・ヤンキース戦で初出演。
- NSTみんなのKEIBA（新潟総合テレビ、2024年10月6日からMCとして出演）

過去の出演番組
報道・情報番組（スポーツジャンルを除く）
| 期間          | 期間          | 番組名              | 役職               | 備考       |
| ------------- | ------------- | ------------------- | ------------------ | ---------- |
| 1991年4月8日  | 1992年3月31日 | FNN World Uplink    | スポーツキャスター | 月・火曜日 |
| 2005年7月2日  | 2008年9月27日 | FNNスピーク         | キャスター         | 土曜日     |
| 2006年10月1日 | 2008年9月28日 | 産経テレニュースFNN | キャスター         | 日曜日(昼) |

バラエティ番組・スポーツ中継実況・スポーツジャンル番組
- 笑っていいとも!（月曜日）テレフォンショッキング・テレフォンアナウンサー[5]
- プロ野球ニュース
- スーパー競馬、みんなのKEIBA（実況、ナレーション、2001年8月～2005年3月はMCも担当）
- 脳内エステ IQサプリ（ナレーション）
- トリノオリンピック（ジャパンコンソーシアムの一員として実況を担当）
- FNNレインボー発・あすの天気（水曜日、西岡孝洋の代役、木曜日、田中大貴の代役）

## 競馬GI実況歴
入社以来、競馬中継に関わっていたがクラシックや秋の古馬三冠レースの実況の担当が回ってこなかった。しかし、2012年の天皇賞（秋）の実況を皮切りに翌2013年からは皐月賞・ジャパンカップの実況を担当するなど、ビッグレースの実況を行った。
- フェブラリーステークス（2000年〜2001年）※2001年のレースでは最後の直線で勝ち馬ノボトゥルーと同馬主のノボジャックを取り違えて実況しゴール直前に「ノボ・・トゥルーだトゥルーだペリエだペリエだまたオリビエ・ペリエ。」と実況している。
- 中山グランドジャンプ（2000年〜2003年）
- 皐月賞（2013年～2015年）※2013年はロゴタイプ、2015年はドゥラメンテの同競走の制覇の瞬間を伝えているが、勝利騎手はともにミルコ・デムーロであり、ゴールの瞬間を前者は「まさに王者[6]!ロゴタイプ、王者の証明!」、後者は「外からなんと、ドゥラメンテ!これほどまでに強いのか!ドゥラメンテ!強い!ミルコ・デムーロ、ドゥラメンテ!これほどまでに強いのか!」とコメントしている。ちなみに2023年のオークスでドゥラメンテの実子であるリバティアイランドが制覇し、牝馬クラシック2冠を達成しているが、この時の瞬間を後輩の立本信吾が父同様に「これほどまでに強いのか!」と発した。
- NHKマイルカップ（2002年、2006年）
- 優駿牝馬（2005年、2008年～2012年、2015年）
- 安田記念（2001年〜2002年）
- スプリンターズステークス（2006年～2010年）
- 天皇賞・秋（2007年、2012年～2014年）
- ジャパンカップ（2013年）
- 朝日杯フューチュリティステークス（2000年〜2001年、2005年、2011年）
- 中山大障害（2001年〜2002年、2004年）

社名競走（フジテレビ賞）
- スプリングステークス（2013年）